# Ingonyama Trust
Der Ingonyama Trust ist eine Stiftung (des öffentlichen Rechts) zur Verwaltung von Grund und Boden, das traditionell dem Zulu-König gehört, der es zum Vorteil und dem materiellen und sozialen Wohl seines Volkes einsetzen soll. Der Zulu-Begriff ingonyama bedeutet ‚Löwe‘.
Die gesetzlichen Grundlagen wurden 1994 im Ingonyama Trust Board Act 1994 (Act No. 03 of 1994) gebildet. 1997 wurde die Stiftung ins Leben gerufen.
Der Vorstand der Stiftung (engl. Ingonyama Trust Board) besteht aus dem Zulu-König als Vorsitzenden, seit der Gründung bis zu seinem Tod im März 2021 war dies Goodwill Zwelethini kaBhekuzulu. Acht weitere Mitglieder werden vom Minister für die ländliche Entwicklung und Bodenreform (engl. Minister of Rural Development and Land Reform) der Landesregierung in Absprache mit dem König, dem Premierminister von KwaZulu-Natal und dem Vorsitzenden des KwaZulu-Natal Provincial House of Traditional Leaders, dem Repräsentanten der Traditional Authorities in KwaZulu-Natal, ernannt.
2011 gehörten der Stiftung 32 Prozent des Grund und Bodens in KwaZulu-Natal. Dies waren rund drei Millionen Hektar, die von über vier Millionen Menschen bewohnt waren. Für diese Gebiete verwaltet die Stiftung auch die Abbaurechte.
Bis zu einem Gerichtsurteil 2005 zahlte die Stiftung keine Steuern. Sie weigerte sich, rückwirkend für die Zeit vor 2005 Steuern an die Metropolgemeinde eThekwini zu entrichten. 2018 empfahl eine Kommission unter dem früheren Präsidenten Kgalema Motlanthe, den Trust zu enteignen, da er nicht verfassungsgemäß sei.